# Mike Smith (perkusista)
Michael „Mike” Smith (ur. 16 lipca 1971 w Nowym Jorku) – amerykański muzyk, kompozytor, autor tekstów i multiinstrumentalista. Mike Smith znany jest przede wszystkim z wieloletnich występów w deathmetalowej grupie Suffocation, w której pełnił funkcję perkusisty. W zespole grał w latach 1990-1994 i 2002-2012. Od 2002 roku jest członkiem zespołu Iniquitous. Z kolei w 2010 roku dołączył do formacji Synesis Absorption. Współpracował także z raperem Necro i zespołem Psychometry, brał również udział w nagraniu albumu okolicznościowego Roadrunner United - The All-Star Sessions (2005). Muzyk tworzył także w ramach solowego projektu Grimm Real w którym prezentował muzykę z nurtu horrorcore.
Mike Smith jest endorserem takich firm jak: dB Drum Shoes, ddrum, B.C. Rich, Gibraltar, Evans, Axis, Meinl i Vic Firth.

## Dyskografia
- Suffocation - Human Waste (EP, 1991, Relapse Records)
- Suffocation - Effigy of the Forgotten (1991, Roadrunner Records)
- Suffocation - Breeding the Spawn (1993, Roadrunner Records)
- Grimm Real - Demise Of The Clones (2000, Repstyle Entertainment)
- Suffocation - Souls to Deny (2004, Relapse Records)
- Roadrunner United - The All-Star Sessions (2005, Roadrunner Records)
- Suffocation - Suffocation (2006, Relapse Records)
- Necro - Death Rap (2007, Abstract Sounds)
- Suffocation - Blood Oath (2009, Nuclear Blast)
- Iniquitous - Return to Deeds of Old (2010, Subgenre Records)